# Ute Kostrzewa
Ute Kostrzewa (Eilenburg, 27 dicembre 1961) è un'ex pallavolista tedesca, nel ruolo di Attaccante e vincitrice della medaglia d'argento olimpica ai Giochi Olimpici di Mosca del 1980.

## Biografia
Ute nasce a Eilenburg, in Germania.

## Carriera

### Nazionale
Con la nazionale della Germania dell'Est riesce a laurearsi vicecampione olimpico alle Olimpiadi del 1980, disputatesi a Mosca.